# Park Jeon-mi
Park Jeon-mi (korejsko 박연미), severnokorejska prebežnica in aktivistka, * 4. oktober 1993.
Z družino je leta 2007 pobegnila iz Severne Koreje na Kitajsko, se leta 2009 preselila v Južno Korejo, od leta 2014 pa živi v ZDA. Je zagovornica žrtev trgovine z ljudmi in si prizadeva za človekove pravice v Severni Koreji ter po vsem svetu.
Leta 2015 je izdala knjigo o svojem življenju z naslovom In Order to Live: A North Korean Girl's Journey to Freedom. Vodi tudi YouTube kanal "Voice of North Korea by Yeonmi Park", kjer razpravlja o severnokorejskih novicah, politiki in kulturi.
Odkar je Park pobegnila iz Severne Koreje, piše in govori o svojem življenju. Med drugim je pisala za Washington Post in bila intervjuvana za The Guardian. Leta 2014 je bila izbrana za eno od "BBC's 100 Women".